# Ampelocalamus patellaris
Ampelocalamus patellaris är en gräsart som först beskrevs av James Sykes Gamble, och fick sitt nu gällande namn av Christopher Mark Adrian Stapleton. Ampelocalamus patellaris ingår i släktet Ampelocalamus och familjen gräs. Inga underarter finns listade i Catalogue of Life.